# Hubert Lyman Clark
Hubert Lyman Clark (Amherst, 9 januari 1870 - Cambridge, 31 juli 1947) was een Amerikaans zoöloog, gespecialiseerd in stekelhuidigen.
Hij studeerde aan Amherst College en de Johns Hopkins-universiteit, waar hij in 1897 de graad van Ph.D. behaalde. Hij was van 1899-1905 hoogleraar biologie aan Olivet College in Olivet (Michigan). Omdat zijn gehoor beschadigd was moest hij het collegegeven opgeven en hij concentreerde zich op veldwerk en onderzoek. Hij ging naar het Museum of Comparative Zoology van de Harvard-universiteit, waar hij in 1910 curator werd van de stekelhuidigen en in 1927 associate professor zoölogie en curator van de mariene ongewervelden.
Zijn voornaamste werk betreft de stekelhuidigen. Hij ondernam verschillende studiereizen, onder meer naar Australië, om zeesterren, zee-egels, zeelelies en dergelijke te verzamelen en later te beschrijven. Daarnaast heeft hij ook publicaties op zijn naam over vogels en slangen. Hij kreeg in 1947 de Clarke-medaille van de Royal Society of New South Wales (Australië) voor zijn bijdrage aan de kennis van de Australische stekelhuidigen.

## Publicaties
| 1897. | Synapta vivipara: a contribution to the morphology of echinoderms. (PhD-thesis) |
| 1900. | The Echinoderms of Porto Rico. Bulletin of the United States Fish Commission 20(2): 233–263; BHL |
| 1901. | Echinoderms from Puget Sound: Observations made on the echinoderms collected by the parties from Columbia University, in Puget Sound in 1896 and 1897. Proceedings of the Boston Society of Natural History 29(15): 323–337; |
| 1902. | Papers from the Hopkins Stanford Galapagos Expedition, 1898–1899. XII. Echinodermata. Proceedings of the Washington Academy of Sciences 4: 521–531; BHL |
| 1906. | The birds of Amherst and vicinity, 2nd edition; BHL |
| 1907. | met Agassiz, A.. Preliminary report on the Echini collected, in 1902, among the Hawaiian Islands, by the U.S. Fish Comussion steamer 'Albatross'. Bulletin of the Museum of Comparative Zoölogy at Harvard College 50(8): 231-259; BHL |
| –     | The starfishes of the genus Heliaster. Bulletin of the Museum of Comparative Zoölogy at Harvard College 51(2): 25–76; BHL |
| –     | met Agassiz, A.. Hawaiian and other Pacific Echini. The Cidaridae. Memoirs of the Museum of Comparative Zoölogy at Harvard College 34(1): 1-42; BHL |
| –     | met Agassiz, A.. Preliminary report on the Echini collected in 1906, from May to December, among the Aleutian Islands, in Bering Sea, and along the coasts of Kamtchatka, Sakhalin, Korea, and Japan, by the U.S. Fish Commission Steamer 'Albatross' in charge of Lieut. Commander L.M. Garrett, U.S.N., Commanding. Bulletin of the Museum of Comparative Zoölogy at Harvard College 51(5): 107–139; BHL |
| –     | The Cidaridae. Bulletin of the Museum of Comparative Zoölogy at Harvard College 51(7): 163–230; BHL |
| 1908. | Some Japanese and East Indian Echinoderms. Bulletin of the Museum of Comparative Zoölogy at Harvard College 51(11): 279–311; BHL |
| –     | met Agassiz, A.. Hawaiian and other Pacific Echini. The Salenidae, Arbaciadae, Aspidodiadematidae, and Diadematidae. Memoirs of the Museum of Comparative Zoölogy at Harvard College 34(2): 43-132; BHL |
| –     | The apodous holothurians. A monograph of the Synaptidae and Molpadiidae. Smithsonan Contributions to Knowledge 35: 1–231; BHL |
| –     | Notes on some Australian and Indo-Pacific echinoderms. Bulletin of the Museum of Comparative Zoölogy at Harvard College 52(7): 107–135; BHL |
| –     | Scientific results of the trawling expedition of H.M.C.S. 'Thetis' off the coast of New South Wales, in February and March, 1898, Echinodermata. Australian Museum Memoir 4(11): 519–564; BHL |
| 1909. | met Agassiz, A.. Hawaiian and other Pacific Echini. The Echinothuridae. Memoirs of the Museum of Comparative Zoölogy at Harvard College 34(3): 135-203; BHL |
| 1910. | A new Ophiuran from the West Indies. Proceedings of the United States Museum of Natural History 37(1724): 665–666; BHL |
| –     | The Echinoderms of Peru. Bulletin of the Museum of Comparative Zoölogy at Harvard College 52(17): 319–358; BHL |
| 1911. | North Pacific Ophiurans in the collection of the United States National Museum. Bulletin of the United States National Museum 75: 1–302; BHL |
| –     | The genera of recent Clypeastroids. Annals and Magazine of Natural History ser. 8, 7(42): 593–605; BHL |
| 1913. | Scientific Results of the Expedition to the Gulf of California in charge of C.H. Townsend, by the U.S. Fisheries Steamship 'Albatross' in 1911. Commander C.H. Burrage, U.S.N., Commanding. V. Echinoderms from Lower California, with descriptions of new species. Bulletin of the American Museum of Natural History 32: 185–236; BHL                                                                    |
| 1914. | Growth changes in brittle stars. Papers from the Tortugas Laboratory of the Carnegie Institution Washington 5: 91–126; BHL |
| –     | The echinoderms of the Western Australian Museum. Records of the Western Australian Museum 1(3): 132–173; BHL |
| 1915. | A remarkable new brittle star. Journal of Entomology and Zoology 7: 64–66; BHL |
| –     | Catalogue of Recent ophiurans. Memoirs of the Museum of Comparative Zoölogy at Harvard College 25(4): 163–376; BHL |
| –     | The Echinoderms of Ceylon other than Holothurians. Spolia Zeylanica 10(37): 83–102; BHL |
| 1916. | Report on the sea-lilies, starfishes, brittle-stars and sea-urchins obtained by the F.I.S. 'Endeavour' on the coasts of Queensland, New South Wales, Tasmania, Victoria, South Australia, and Western Australia. Biological Results of the Fishing experiments carried on by the F.I.S. Endeavour 1909–1914 4(1): 1–123; BHL                                                                               |
| 1917. | Hawaiian and other Pacific Echini. Memoirs of the Museum of Comparative Zoölogy at Harvard College 46(2): 81–283; BHL |
| –     | Reports on the Scientific Results of the Albatross Expedition to the Tropical Pacific, 1899–1900 (Part 18). Reports on the Scientific results of the Albatross Expedition to the Eastern Tropical Pacific, 1904–1905 (Part 30). Ophiuroidea. Bulletin of the Museum of Comparative Zoölogy at Harvard College 61(12): 429–453; BHL                                                                         |
| 1918. | Brittle stars, new and old. Bulletin of the Museum of Comparative Zoölogy at Harvard College 62(6): 263–338; BHL |
| 1920. | Reports on the scientific results of the expedition to the Eastern Tropical Pacific, in charge of Alexander Agassiz, by the US Fish commission Steamer 'Albatross', from October 1905 to March 1905, Lt. Cmdr. L.M. Garrett, U.S.N., Commanding. XXXII. Asteroidea. Memoirs of the Museum of Comparative Zoölogy at Harvard College 39(3): 69–154; BHL                                                     |
| 1921. | The echinoderm fauna of Torres Strait: its composition and its origin. Department of Marine Biology of the Carnegie Institute. 10: 1–223, pl. 1–38; BHL |
| 1922. | The echinoderms of the Challenger Bank, Bermuda. Proceedings of the American Academy of Arts and Sciences '57: 353–361; BHL |
| 1923. | Echinoderms from Lower California, with descriptions of new species: supplementary report. Bulletin of the American Museum of Natural History 48(6): 147–163; AMNH |
| –     | Some Echinoderms from West Australia. Journal of the Linnean Society of London, Zoology 35: 229–251; BHL |
| –     | The Echinoderm fauna of South Africa. Annals of the South African Museum 13(7): 221–435; BHL |
| 1924. | Some holothurians from British Columbia. The Canadian Field-Naturalist 38: 54–57; BHL |
| –     | The holothurians of the Museum of Comparative Zoology. The Synaptinae. Bulletin of the Museum of Comparative Zoölogy at Harvard College 65(13): 459–501; BHL |
| 1925. | Marine zoology of tropical central Pacific: Echinoderms other than sea-stars. Bernice Pauahi Bishop Museum Bulletin 27: 89–112; |
| –     | Some sea-stars from the Riksmuseum, Stockholm. Arkiv för Zoologi 18(8): 1–8; |
| –     | A New Clypeaster from Angola. Annals of the South African Museum 20: 317–318; BHL |
| –     | Echinoderms from the South African Fisheries and Marine Biological Survey, Part 1: Sea-Urchins (Echinoidea). Fisheries and Marine Biological Survey Report 4: 1–16; |
| 1926. | Notes on a collection of Echinoderms from the Australian Museum. Records of the Australian Museum 15(2): 183–192; |
| –     | Echinoderms from the South African Fisheries and Marine Biological Survey, Part 2: Sea-Stars (Asteroidea). Fisheries and Marine Biological Survey Report, Union of South Africa 4: 1–33; |
| 1928. | The sea-lilies, sea-stars, brittle-stars and sea-urchins of the South Australian Museum. Records of the South Australian Museum 3(4): 361–482; BHL |
| 1929. | A new Miocene Echinoid from California. Transactions of the San Diego Society of Natural History 5: 257–262; BHL |
| 1932. | Echinodermata (other than Asteroidea). British Museum (Natural History) Great Barrier Reef Expedition 1928–1929 4: 197–239; BHL |
| 1935. | Some New Echinoderms from California. Annals and Magazine of Natural History ser. 10, 15: 120–129; |
| 1936. | met Deichmann E.. On Psolicucumis and it allies. Annals and Magazine of Natural History ser. 10, 17: 564–568; |
| 1937. | A new Eocene sea-urchin from Alabama. Journal of Paleontology 11: 248–249; |
| –     | A new sea-urchin from the "Oligocene" of Oregon. Transactions of the San Diego Society of Natural History 8: 367–374; BHL |
| 1938. | Echinoderms from Australia, an account of collections made in 1929 and 1932. Memoirs of the Museum of Comparative Zoölogy at Harvard College 55: 1–597; BHL |
| 1939. | A new Astroconus from South Australia. Records of the South Australian Museum 6(3): 207–208; BHL |
| –     | A Remarkable New Genus of Sea-Urchin (Spatangidae). Allan Hancock Pacific Expeditions 2(11): 173–176; BHL |
| –     | Ophiuroidea. The John Murray Expedition 1933–34 Scientific Reports 6: 29–136; |
| 1940. | Eastern Pacific Expeditions of the New York Zoological Society. XXI. Notes on Echinoderms from the West Coast of Central America. Zoologica 25(3): 331–352; BHL |
| –     | A revision of the keyhole urchins (Mellita). Proceedings of the United States National Museum 89(3099): 435–444; BHL |
| 1941. | Reports on the scientific results of the Atlantis expeditions to the West Indies, under the joint auspices of the University of Havana and Harvard University. The Echinoderms (other than holothurians). Memorias de la Sociedad Cubana de Historia Natural 15(1): 1–154; |
| 1942. | The echinoderm fauna of Bermuda. Bulletin of the Museum of Comparative Zoölogy at Harvard College 89: 365–391; BHL |
| 1946. | The echinoderm fauna of Australia. Its composition and its origin. Carnegie Institution of Washington Publication. No. 566: 1–567 |
| 1947. | A new and remarkable keyhole urchin Mellita notabilis n. sp. Bulletin of the Southern California Academy of Science 46: 77–78; BHL |
| 1948. | A report of the Echini of the Warmer Eastern Pacific, based on the collection of the Velero III. Allan Hancock Pacific Expeditions 8(5): 225–352; BHL |

- Australian Dictionary of Biography: clark-hubert-lyman-5663
- Bibsys: 2096936
- Biblioteca Nacional de España: XX883000
- Gemeinsame Normdatei: 117689092
- International Standard Name Identifier: 0000 0000 6319 187X
- Library of Congress Control Number: no98106813
- Nationale Bibliotheek van Tsjechië: jx20121031006
- Nationale bibliotheek van Australië: 35028606
- Nederlandse Thesaurus van Auteursnamen: 107315408
- SNAC: w6z627dm
- Système universitaire de documentation: 170107019
- Trove: 801935
- Virtual International Authority File: 54932103
- WorldCat: E39PBJgMBfDHyv9JDDGB99YQMP